# Олександро-Невський собор (Сімферополь)
Олександро-Невський собор — кафедральний собор УПЦ МП у Сімферополі. Був зруйнований радянською владою в 1930 році та відновлений у XXI столітті.

## Історія
Олександро-Невський собор був однією з перших монументальних будівель Сімферополя. Ідея побудування в місті соборного храму відноситься до 1787 року, коли Сімферополь відвідала Катерина II.
У місті був один православний храм і це вразило імператрицю, вона дала згоду Григорію Потьомкіну побудувати новий великий храм. Проте в 1791 році помер Григорій Потьомкін, а в 1796 року — сама Катерина II. Це відклало початок будівництва на довгий час. У серпні 1804 року імператор Олександр I дав згоду на створення храму, губернський архітектор Карасьов виконав проєкт майбутньої будівлі. Вартість будівництва була оцінена в 81 тис. 529 рублів.
За легендою, місце для будівництва обрав Петер-Симон Паллас. Проте проєкт Карасьова міністр внутрішніх справ Кочубей визнав посереднім. Замість нього було використано проєкт петербурзького архітектора Луїджі Руска, що було розроблено в класичних формах. Характерні ознаки його — простота композиції, вишуканість пропорцій, головна роль відводилася ордерові. З чотирьох боків фасади прикрашали портики з шести колон. На початку травня 1810 року відбулося закладення храму.
Спочатку для будівництва було запрошено іноземних майстрів, що мали виконати не тільки будівлю храму, а й іконостас, вівтар, а також закріпити Суворівський редут. Водночас у Санкт-Петербурзі іконописний цех К. Венедиктова виконував замовлення на написання ікон Христа-Спасителя, Богоматері, святого апостола Андрія, Воскресіння Христова, архангелів Гавриїла й Михайла. За два місяці було виконано й доставлено в Сімферополь близько 30 ікон.
Будівництво храму велося дуже повільно, не вистачало коштів. У 1812 році воно було законсервовано через французько-російську війну. За рік буря знесла покрівлю будівлі. У 1816 році комісія постановила, що собор не піддається відновленню, тому його треба розібрати. У Сімферополь прибув губернський архітектор Полтави М. Парадісов. Він переніс будівництво з Суворовського редуту на зручніше місце трохи далі від Салгиру. Всі члени будівельної експедиції були віддані під суд. Майно губернатора Бороздіна було арештовано.

### Проєкт І.Шарлемана

Олександро-Невський собор і Долгоруковський обеліск, побудований у 1842 році. Акварель О. Потіка, 1822

План території собору, 1927 р.

Будівельний комітет Санкт-Петербурга розробив новий, вже третій, проєкт собору, який мав бути розташований на великій площі. Перед будівельними було поставлено нову задачу — створити великий архітектурний пам'ятник у самому центрі міста. У розробці проєкту брали участь І. Шарлеман, М. Колодін.
Виявилося, що на новому місці, що було обрано для будівництва, залишилися таємні підземні ходи від Суворівського редуту, тому фундамент треба було закладати значно глибше. М. Колодін вів щоденник будівництва, який сьогодні зберігається в державному архіві Автономної Республіки Крим.
Храм було закладено 12 березня 1823 році у річницю коронування Олександра I. Ритуал закладки першої цеглини виконав губернатор Перовський.

Собор у розрізі (план 1927 р.)

Для будівництва було використано бутовий камінь з передмістя Сімферополя. Колодін додав залізні каркаси до колон, арок. Ці заходи виправдали себе під час землетрусу 1927 року, від якого собор не постраждав.
Єкатеринославська Духовна консисторія вирішила закрити Петропавлівський храм і передати ризницю, церковне начиння й дзвони до нового Олександро-Невського собору. Декілька дзвонів було відлито на пожертви Таврійського духівництва.
У 1828 році почалася робота над інтер'єром собору. Живопис у вівтарній апсиді, підкупольні паруси (євангелісти), стінний розпис було доручено художнику Ф. Яковлеву.
3 червня 1829 року храм був освячений. Протоієрей Василь Чернявський просив надати військову варту для того, щоб захистити собор від грабіжників (у той час навколо собору майже не було інших будівель).
У 1831 році Колодін надав Духовній консисторії три варіанти кам'яної огорожі. Далі розпочалося планування території храму.
Олександро-Невський собор мав велику художню цінність, у його будівлі використано традиції російської класичної школи періоду її розквіту. Він виділявся гармонійністю, пропорційністю. Іконостас, що було виконано за проєктом Шарлемана, увійшов до тогочасного альбому найкращих прикладів витворів класичного напрямку.
Протягом свого існування собор істотно змінився. У 1842 році західний фасад храму збагатився годинником, влаштованими праворуч від входу на одному з чотирьох малих куполів. У 1844 році була проведена капітальна перебудова храму. На західному фасаді були побудовані трапезна і притвор з дзвіницею, з правого боку притвору було влаштовано приміщення для сторожа, у лівій — вхід до ризниці та дзвіниці. У 1869 році храм був розширений прибудовою трьох вівтарів і галереї на західному фасаді. Місткість собору було збільшено на 500 людей. До реліквій храму належали: хрест 1782 р., що був присланий Катериною II, ікона-копія образа Божої Матері Каспіровської; у склепі зберігалися останки святителя Гурія. У соборі проходили урочисті заходи: зустріч представників царської родини, проводи солдат на війну.

### При радянській владі
У ніч із 4 на 5 жовтня 1917 року собор пограбували. У січні 1918 року в будівлі собору окопалися революціонери, на дзвіниці вони встановили кулемети. Революційні моряки-чорноморці придушили вогневу точку, зруйнувавши дзвіницю і собор. У грудні 1922 року Олександро-Невський собор був закритий і пізніше перетворений на склад церковного начиння, зібраного з інших храмів Криму. У 1929 році були зняті дзвони храму, а 30 травня 1930 прийнято рішення про знесення кафедрального собору, виконане в ніч на 27 вересня — храм був підірваний. Каміння від собору було використано для створення будинку для революціонерів і ветеранів (так званий «Будинок 1905» на вулиці Павленка). Металеву огорожу було прилаштовано в Дитячому парку з боку вулиці Шмідта.
Весною 1944, після звільнення міста від німецько-фашистських загарбників у сквері на місці зруйнованого храму було встановлено танк Т-34, було поховано воїнів, що загинули при звільненні Сімферополя (пізніше останки було перенесено на сімферопольське кладовище). Соборний сквер перейменували в Комсомольський, потім — Піонерський, а з середини 60-х рр. — сквер Перемоги. 

### Сучасність
У 1999 році Верховна Рада Автономної Республіки Крим та Сімферопольська і Кримська єпархія вирішили відтворити храм. Роботи з відтворення храму ведуться з 2003 року. Сучасний проєкт значно відрізняється від оригіналу, тому будівництво церкви не можна назвати відновленням.
31 липня 2009 року Блаженніший Митрополит Київський і всієї України Володимир освятив баневі хрести Олександро-Невського собору. 

## Галерея

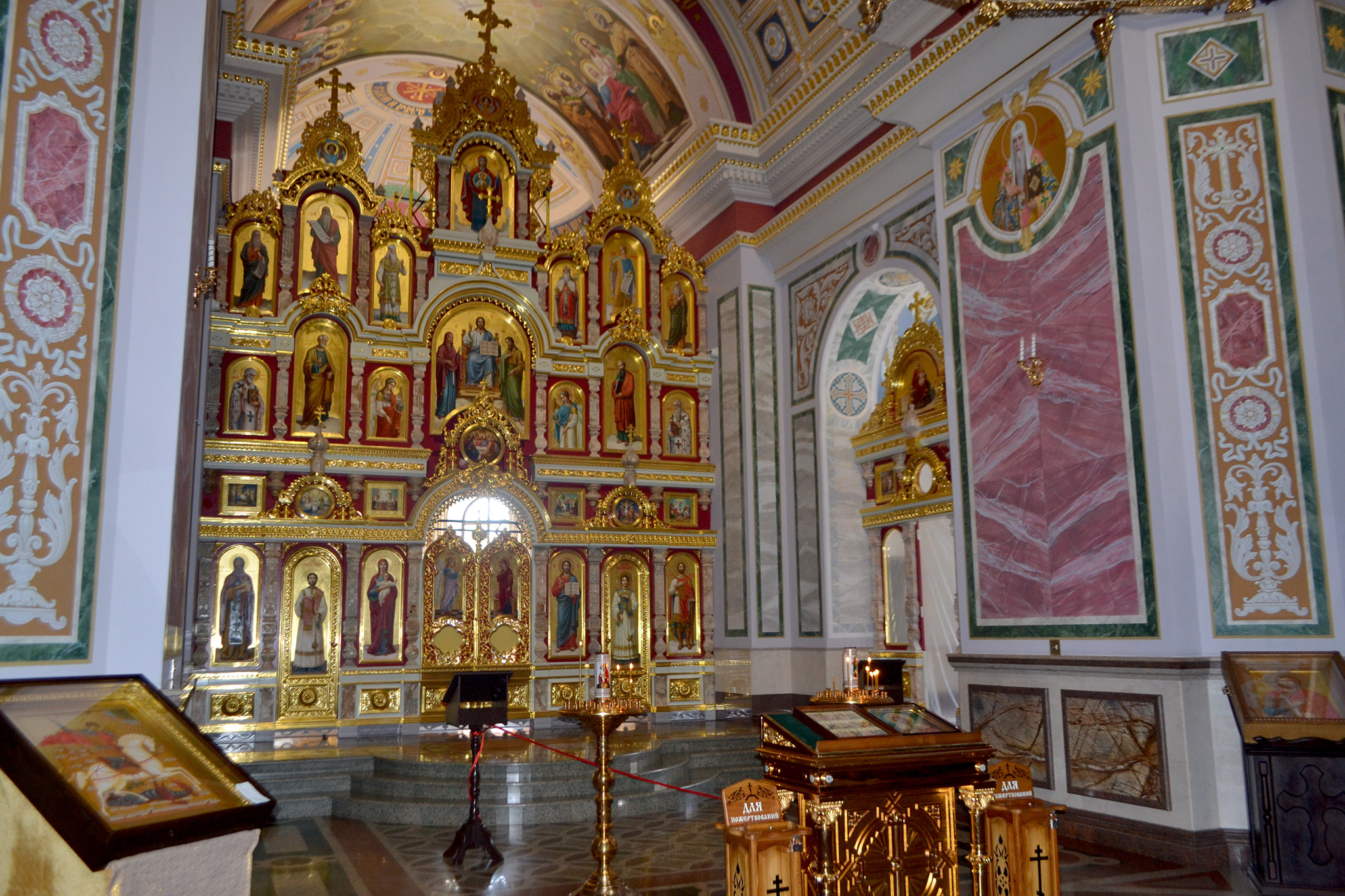
Іконостас
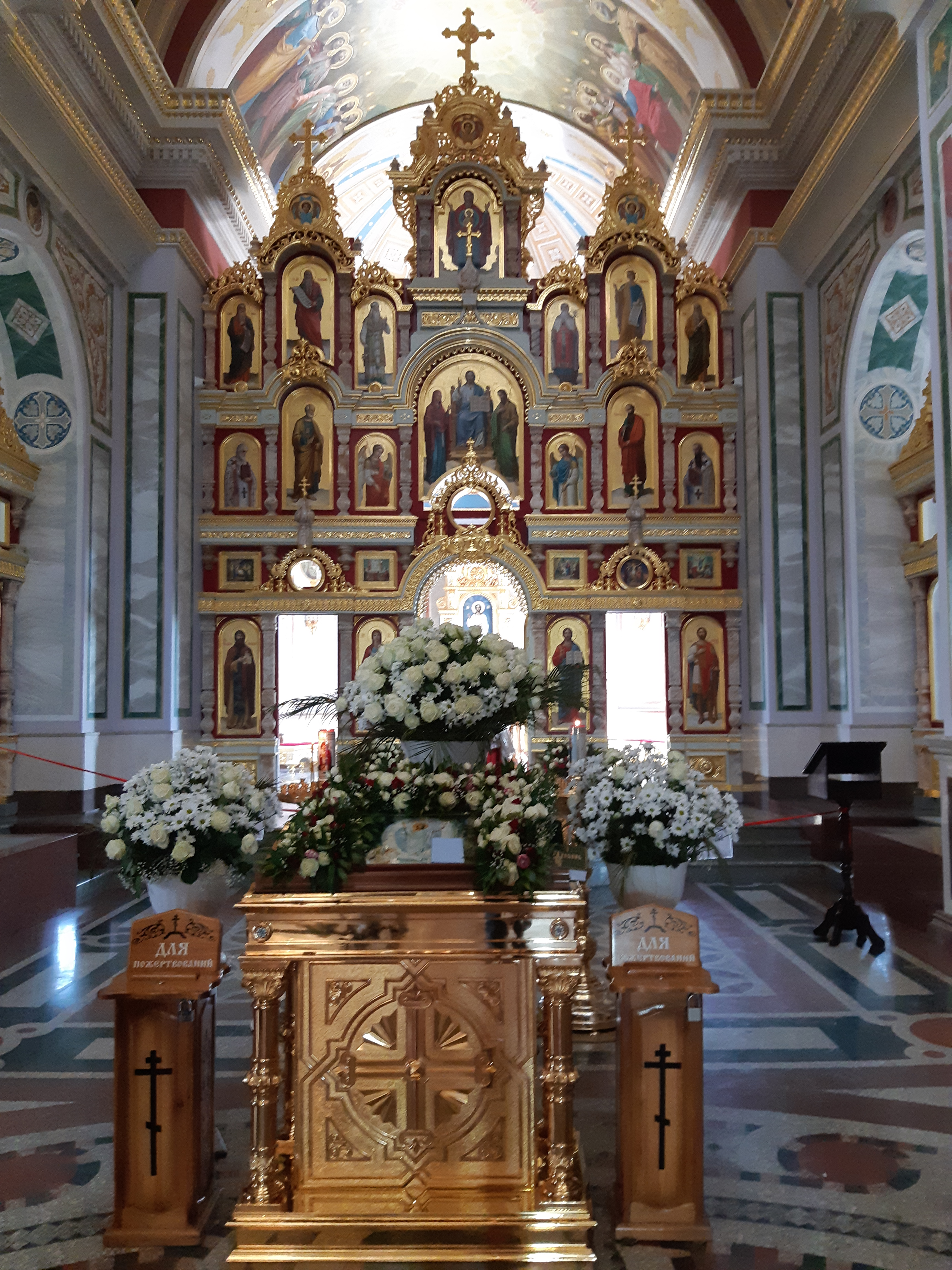
Іконостас

## У культурі
Макет собору знаходиться в Бахчисарайському парку мініатюр.